# 신포니아 콘체르탄테
신포니아 콘체르탄테(라틴어: sinfonia concertante) 또는 협주교향곡은 고전시대 음악의 한 종류로, 협주곡과 교향곡이 섞인 형태이다. 하나 또는 그 이상의 독주자들이 등장한다는 면에서 협주곡적이나, 독주 악기군(solo)가 관현악(orchestra)과는 다른 주제를 연주한다는 점에서 협주곡(concerto) 와는 구분된다. 때문에, 여타의 협주곡들에서처럼 독주자들이 특히 부각되지는 않고, 이러한 면으로 볼 때 교향곡적이다.

## 고전 시대
고전 시대 전의 바로크 시대까지는 협주곡(콘체르토)과 교향곡(심포니 또는 신포니아)의 구분이 명확하지 않았다. 예컨대, 무대 음악을 위한 서곡에 신포니아라는 이름이 붙기도 하였고, 안토니오 비발디의 경우에는 뚜렷한 독주자가 없는(즉, 그의 신포니아 곡들과 별 차이가 없는) 협주곡을 여러 곡 작곡하기도 하였다. 신포니아 콘테르탄테에 비견되는 바로크 시대 음악 양식에는 콘체르토 그로소(합주협주곡)가 있다.
고전 시대에 이르러, 교향곡과 협주곡은 보다 명확하게 나뉘게 되었고(콘체르토 그로소 장르도 사라졌다), 18세기 후반의 만하임 악파 등의 작곡가들은 두 장르의 혼합을 시도하였다. 한편, 요한 크리스티안 바흐는 1770년대 초부터 파리에서 콘체르탄테 심포니 곡들을 발표했었다. 1777년부터 만하임악파와의 교류가 있었지만, 아마도 J. C. 바흐의 곡 발표는 알지 못했을 볼프강 아마데우스 모차르트는 신포니아 콘체르탄테를 작곡하는 데 상당한 노력을 기울였다.
모차르트의 유명한 신포니아 콘체르탄테에는 다음과 같은 곡들이 있다.
- 바이올린과 비올라를 위한 신포니아 콘체르탄테 E flat 장조, K. 364 (모차르트가 작곡한 원곡으로 남아 있는 유일한 곡으로 알려져 있음)
- 오보에, 클라리넷, 호른과 바순을 위한 신포니아 콘체르탄테 E flat 장조, K. 297b (편곡한 곡으로부터 알려졌으며 진위 여부에 대한 논란이 있음)

요제프 하이든는 100곡이 넘는 교향곡과 협주곡을 작곡했지만, 신포니아 콘체르탄테는 현재는 종종 교향곡 105번으로 불리기도 하는 단 한 곡 만을 작곡했다. 그러나 그의 신포니아 콘테르탄테는 보다 교향곡적인 모차르트의 곡들과는 달리 독주자들을 오케스트라와 대비시키는 콘체르토 그로소 양식과 더 가깝다.
루트비히 판 베토벤은 신포니아 콘체르탄테 장르의 곡을 작곡하지 않았지만, 삼중 협주곡이 그것에 대응한다고 하는 이들도 있다.

## 낭만 시대
고전 시대 이후로 소수의 작곡가들이 계속 신포니아 콘체르탄테를 작곡해왔다. 루이 엑토르 베를리오즈의 비올라와 오케스트라를 위한 《이탈리아의 해롤드》와 같은 곡은 이 장르에 가깝다.
피아노가 협주곡적인 부분을 맡는 비슷한 곡에는 뱅상 댕디의 프랑스 산사람들의 노래에 의한 교향곡(또는 세벤느 교향곡)이 있다.

## 20세기
20세기에는, 프랑크 마르탕과 말콤 윌리엄슨 등의 작곡가들이 그들의 작품에 신포니아 콘체르탄테라는 이름을 다시금 붙였다. 프로코피예프의 작품에는 첼로 독주자가, 마르챙의 작품에는 고전 시대 풍을 연상시키는 피아노, 하프시코드, 쳄발로 등 여러 독주자가 등장한다. 요제프 용엔의 1926년작 심포니 콘체르탄테 Op. 81(오르간 독주자)과 미클로시 로자의 바이올린과 첼로를 위한 신포니아 콘체르탄테 Op.29(1958), 피터 맥스웰 데이비스의 현악 오중주, 팀파니와 현악 오케스트라를 위한 신포니아 콘체르탄테(1982년)도 있다.
P. D. Q. 바흐도 (풍자적인) 신포니아 콘체르탄테를 작곡했다.

## 같이 보기
- 관현악을 위한 협주곡은 독주자가 없거나, 독주자들이 따로 부각되지 않는다는 면에서 신포니아 콘체르탄테와는 다르다.
- 그룹과 오케스트라를 위한 협주곡은 신포니아 콘체르탄토의 특징 일부를 되살리고 있다.